# Powiat Dirschau
Powiat Dirschau (niem. Landkreis Dirschau, Kreis Dirschau; pol. powiat tczewski) – istniejący od 1887 do 1920 i od 1939 do 1945  powiat z siedzibą w Tczewie (niem. Dirschau). Teren powiatu znajduje się obecnie w województwie pomorskim.

## Historia
Powiat powstał 1 października 1887 r. z części terenów należących dotąd do powiatów gdańskiego i starogardzkiego, należąc odtąd do rejencji gdańskiej prowincji Prusy Zachodnie. W latach 1920–1939 na skutek postanowień traktatu wersalskiego powiat należał do Polski. W latach 1939–1945 powiat należał do rejencji gdańskiej Okręgu Rzeszy Gdańsk-Prusy Zachodnie.
W 1910 na terenie powiatu znajdowało się jedno miasto (Tczew - niem. Dirschau) oraz 77 gmin.